# Szakszervezeti Ifjúmunkás- és Tanoncmozgalom
A Szakszervezeti Ifjúmunkás- és Tanoncmozgalom (SZIT) a Szakszervezeti Tanács ifjúmunkás tömegszervezete volt.

## Története
Az SZT ifjúsági titkársága 1945. februárban hozta létre a fiatalokkal foglalkozó érdekvédelmi szervezetet, amelyben a kommunista és a szociáldemokrata párt arányosan képviseltették magukat.
1946 márciusában a SZIT országos mozgalommá vált. Két évvel később, 1948 márciusában a MINSZ kommunista irányítású ifjúmunkás szervezete lett.
1950 júniusában, a DISZ megalakulása után elvesztette önállóságát, és beolvadt az MDP ifjúsági szervezetébe.